# USS Constellation (FFG-62)
O USS Constellation (FFG-62) será o navio líder da classe Constellation de fragatas de mísseis guiados e o quinto navio da Marinha dos Estados Unidos com este nome. Será construído pela Marinette Marine, subsidiária da Fincantieri.

## Nome
Em outubro de 2020, o secretário da Marinha (SECNAV), Kenneth Braithwaite, anunciou que a primeira fragata FFG(X) se chamaria USS Constellation (FFG-62).
O navio foi nomeado em homenagem à primeira fragata USS Constellation (1797), uma das seis fragatas originais da Marinha dos Estados Unidos, que recebeu esse nome em homenagem à constelação de estrelas na bandeira dos Estados Unidos.

## História
A Fincantieri Marinette Marine começou a construção do USS Constellation (FFG-62) em seu estaleiro em Marinette, Wisconsin no dia 31 de agosto de 2022. O navio está planejado para entrar em serviço em 2026.
O navio será batizado por Melissa Braithwaite, esposa do Secretário da Marinha Kenneth Braithwaite.

##### Atrasos
A entrega da primeira fragata da classe Constellation foi adiada para 2029, três anos após o prazo original. Os principais motivos são a falta de mão de obra qualificada, mudanças frequentes no projeto e o início da construção sem um design finalizado. Problemas como aumento de peso, instabilidade do projeto e atrasos na produção comprometem o desempenho esperado do navio.